# Ян Урсинус
Ян Урсинус (пол. Jan Niedźwiecki-Ursinus; 1562, ? — 1605) — польский врач-философ.

## Биография
Родился Ян Урсинус в 1562 году. Был образованным человеком и обладал большими способностями в познании различных отраслей знаний. В 1593 году был удостоен присвоения ему степени магистра свободных искусств и доктора философии. Вскоре в Замосцье была организована академия, где он стал его преподавателем. В 1598 году его на 5 лет направили в Падую на 5 лет и благодаря большим освоениям медицины и большим знаниям в этой области, ему было присвоена степень доктора медицины. Вернувшись в Замосцье, он стал первым профессором в Академии медицины. С 1606 по 1607 год исполнял обязанности ректора академии. В 1610 году Ян Урсинус принял духовный сан.
Скончался Ян Урсинус в 1605 году.

## Избранные сочинения
- Урсинус Ян. De ossibus humanis, 1610.